# ماریا بروسیوس
ماریا بروسیوس (به انگلیسی: Maria Brosius) مورخ انگلیسی است که در تاریخ ایران قبل از اسلام به ویژه بر امپراتوری هخامنشی تخصص دارد. او دارای مدرک دکتری از دانشگاه آکسفورد است. ماریا بروسیوس دانشیار تاریخ باستان در دانشگاه نیوکاسل است که به ایران نیز سفر کرده و آثار متعددی هم درباره‌ی تاریخ ایران نوشته است که از آن جمله می‌توان به کتاب‌های شاهنشاهی هخامنشی (از کورش بزرگ تا اردشیر اول) و زنان هخامنشی اشاره کرد.